# Melithreptus affinis
El mielero carinegro (Melithreptus affinis) es una especie de ave paseriforme de la familia Meliphagidae endémica de Tasmania y las islas del estrecho de Bass.